# Bithia Mary Croker
Bithia Mary Croker (née Sheppard, 28 mai 1847 à Warrenpoint en Irlande du Nord - 20 octobre 1920 à Londres) est une romancière irlandaise, dont la plupart des travaux concernent la vie et la société en l'Inde britannique. Elle est également connue pour ses histoires de fantômes.

## Biographie
Elle est la fille unique du révérend William Sheppard (mort en 1855), recteur de l'Église anglicane d'Irlande de Kilgefin dans le comté de Roscommon, qui est aussi écrivain. Elle fait ses études à Rock Ferry, Cheshire et à Tours en France. Elle devient célèbre en tant que cavalière à la Kildare Hunt. En 1871, elle épouse John Stokes Croker (1844-1911), officier des Royal Scots Fusiliers et plus tard des Royal Munster Fusiliers.
Peu après le mariage, Croker suit son mari à Madras puis au Bengale. Elle vit quatorze ans en Inde entre 1872 et 1892, passant quelque temps dans la station de montagne de Wellington devenu au Tamil Nadu, où elle écrit la plupart de ses premiers œuvres, ayant commencé à écrire comme une distraction pendant la saison chaude. Une fois le mari en retraite avec le grade de lieutenant-colonel, en 1892, le couple déménage à Shankill, puis à Londres et enfin à Folkestone, Kent, où son mari est mort en 1911. Elle a une fille, Eileen (née en 1872 à Bangalore), qui fait également ses études à Rock Ferry. Croker reste extrêmement intéressée par la lecture, les voyages et le théâtre. Elle meurt au 30 Dorset Square à Londres, le 20 octobre 1920 et est enterrée à Folkestone.

## Carrière
La prolifique carrière littéraire de Croker s'étend sur 38 ans : de 1882 à l'âge de 35 ans jusqu'à sa mort en 1920. Son dernier roman, The House of Rest, est publié à titre posthume en 1921. Elle a écrit 42 romans et 7 volumes de nouvelles,.
Son premier roman, Proper Pride (1880), est écrit secrètement à Secunderabad en 1880, puis lu à haute voix à d'autres femmes. Le manuscrit original a été perdu, mais Croker le réécrit et le fait publier de manière anonyme au Royaume-Uni. Considéré comme écrit par un homme, il reçoit de bonnes critiques et est réimprimé 12 fois en 1896. William Ewart Gladstone est vu en train de le lire à la Chambre des communes. Le livre, selon un compte rendu moderne, « montre une sympathie ouverte avec le point de vue masculin et inflige un traitement punitif à son héroïne fougueuse et équestre, dont la fierté méfiante la sépare de son mari dévoué. »
Le travail de Croker est loué en général pour « une oreille sensible à la parole, à l'idiome et à la diction des différentes classes, qu'elle reproduit dans un dialogue vivant et divertissant ». La tension provient souvent de menaces contre l'ordre conventionnel de la société. Son deuxième roman, Pretty Miss Neville (1883), est aussi populaire que le premier. Le fardeau de la convention sociale pour une femme en Inde qui refuse d'épouser l'homme pour qui elle a été envoyée est exploré dans The Cat's Paw (1902), et celui d'un homme qui sombre socialement dans The Company's Servant (1907). Ses Village Tales and Jungle Tragedies (1895) montre aussi un intérêt pour la vie rurale indienne. Au total, 17 des romans se déroulent en Inde, un en Birmanie et sept en Irlande.
On trouve des allusions à la fiction gothique dans certaines œuvres de Croker. Son histoire de 1905 « The Little Brass God », par exemple, implique une statue de Kali, décrite comme une « déesse de la destruction », qui apporte divers malheurs aux Anglo-Indiens qui la possèdent. La malédiction est dissipée lorsque la statue est volée et jetée dans un puits.
Plusieurs romans de Croker paraissent en français, allemand, hongrois et norvégien. L'un de ses romans se déroulant en Irlande, Terence (1899), est adapté pour la scène et diffusé pendant deux ans aux États-Unis.
Elle possède une grande connaissance littéraire à Londres. Son roman Angel (1901) est dédié à une autre romancière dont le travail est centré sur l'Inde : Alice Perrin. L'auteur et universitaire Douglas Sladen va jusqu'à l'appeler, avec ses « précieux amis » Perrin et Flora Annie Steel, les « trois qui se sont longtemps partagé l'Empire indien avec Rudyard Kipling dans le domaine de fiction. Chacun dans son propre département est suprême. » 
Un volume de ses histoires de fantômes est publié au tournant du millénaire. Son histoire To Let (vers 1893) est incluse dans The Oxford Book of Victorian Ghost Stories.

### Romans
- Proper Pride: A Novel (Londres, Tinsley Brothers, 1882)
- Pretty Miss Neville (Londres, Tinsley Brothers, 1883)
- Some One Else (Londres, Sampson Low, 1885)
- A Bird of Passage (Londres, Sampson Low, 1886)
- Diana Barrington: A Romance of Central India (Londres, Ward and Downey, 1888)
- Two Masters: A Novel (Londres, F V White, 1890)
- Interference: A Novel (Londres, F V White, 1891)
- A Family Likeness: A Sketch in the Himalayas (Londres, Chatto and Windus, 1892)
- A Third Person: A Novel (Londres, F V White, 1893)
- Mr Jervis (Londres, Chatto and Windus, 1894)
- Married or Single? (Londres, Chatto and Windus, 1895)
- The Real Lady Hilda: A Sketch (Londres, Chatto and Windus, 1896)
- Beyond the Pale (Londres, Chatto and Windus, 1897)
- Miss Balmaine's Past (Londres, Chatto and Windus, 1898)
- Peggy of the Bartons (Londres, Methuen, 1898)
- Infatuation (Londres, Chatto & Windus, 1899)
- Terence (Londres, Chatto and Windus, 1899)
- Angel: A Sketch in Indian Ink (Londres, Methuen, 1901)
- The Cat's Paw (Londres, Chatto & Windus, 1902)
- Johanna (Londres, Methuen & Co., 1903)
- The Happy Valley, etc. (Londres, Methuen & Co., 1904)
- Her Own People (Londres, Hurst & Blackett, 1905)
- A Nine Days' Wonder (Londres, Methuen & Co., 1905)
- The Youngest Miss Mowbray (Londres, Hurst & Blackett, 1906)
- The Company's Servant: A Romance of Southern India (Londres, Hurst & Blackett, 1907)
- The Spanish Necklace (Londres, Chatto & Windus, 1907)
- Katherine the Arrogant (Londres, Methuen & Co., 1909)
- Babes in the Wood (Londres, Methuen & Co., 1910)
- Fame (Londres, Mills and Boon, 1910)
- A Rolling Stone (Londres, F. V. White & Co., 1911)
- The Serpent's Tooth (Londres, Hutchinson & Co., 1912)
- In Old Madras (Londres, Hutchinson & Co., 1913)
- Lismoyle (Londres, Hutchinson & Co., 1914
- Quicksands (Londres, Cassell and Company, 1915)
- Given in Marriage (Londres, Hutchinson & Co., 1916)
- The Road to Mandalay. A Tale of Burma (Londres, Cassell & Co., 1917)
- A Rash Experiment (Londres, Hutchinson & Co., 1917)
- Bridget (Londres, Hutchinson & Co., 1918)
- The Pagoda Tree (Londres, Cassell & Co., 1919)
- Blue China (Londres, Hutchinson & Co., 1919)
- The Chaperon (Londres, Cassell & Co., 1920)
- The House of Rest (Londres, Cassell & Co., 1921)

### Histoires courtes
- To Let, etc. (Londres, Chatto and Windus, 1893)
- Village Tales and Jungle Tragedies, etc. (Londres, Chatto and Windus, 1895)
  - republié comme Jungle Tales (Londres, Chatto and Windus, 1913)
- In the Kingdom of Kerry and Other Stories (Londres, Chatto and Windus, 1896)
- Jason and Other Stories (Londres, Chatto and Windus, 1899)
- A State Secret and Other Stories (Londres, Methuen, 1901)
- The Old Cantonment, with Other Stories of India and Elsewhere (Londres, Methuen & Co., 1905)
- Odds and Ends (Londres, Hutchinson & Co., 1919)

## Analyse
Une étude approfondie et détaillée de ses romans, avec une référence particulière à sa représentation de l'Inde, a été réalisée par SG Vaidya, sous la direction de BS Naikar, ancien professeur et président du département d'études en anglais à l'Université de Karnatak. 
Une discussion du contexte culturel de la fiction de Croker, ainsi que des lectures attentives de plusieurs de ses romans et histoires, se trouvent chez John Wilson Foster, Irish Novels 1890–1940: New Bearings in Culture and Fiction. Certains chercheurs actuels voient dans les travaux de Croker des exemples d'une « conjonction du genre et du colonialisme ».